# Manuel Fernández Valdés
Juan Manuel Antonio Fernández Valdés (Chilecito, La Rioja; 24 de junio de 1872-desconocido), fue el sexto gobernador de Tierra del Fuego, Argentina, cuando aún era Territorio Nacional.
Nació en Chilecito (La Rioja), Argentina; hijo de Manuel Fernández e Isabel Valdés, y hermano del general Eduardo Fernández Valdés, gobernador de La Rioja desde 1935 a 1938. Contrajo matrimonio el 3 de febrero de 1903 con Agustina Ruiz Moreno.

## Gobierno
Fue secretario de su predecesor, el gobernador Esteban Deloqui, quien renunció a su cargo dejándolo a cargo de la gobernación. El nombramiento oficial lo recibió en octubre de 1905 para un período de cuatro años, pero fue reelegido en 1908, 1911, 1914 y 1917, completando 13 años consecutivos como gobernador.
El edificio donde se encuentra instalado el Museo del Fin del Mundo fue la casa particular de Fernández Valdés; construido en 1903, fue una de las primeras construcciones de mampostería erigidas por los presos.
Durante su mandato se instaló una sucursal del Banco de la Nación Argentina en Ushuaia y una estación radiográfica, se inició el trazado de una ruta desde Ushuaia hasta Río Grande, se hicieron instalaciones de agua corriente y cloacas a los edificios públicos: la casa de Gobierno, la Policía, el Correo y a la casa del gobernador.
El penal continuaba en crecimiento constante, generando gran actividad comercial, por lo que en los años 1915-1916 el gobernador autorizó la habilitación de dieciocho locales de diferentes ramos, lo que para una población de 800 habitantes era excesivo.
En 1907 nombró la primera Comisión de Fomento, empresa difícil en una población tan reducida, ya que una de las condiciones para poder formar parte era ser comerciante, pero éstos en general preferían declinar la oferta ya que consideraban que no era compatible ejercer ese cargo, con el que debían tomar decisiones que no eran del agrado de todos, y conservar sus clientes.
Los comerciantes fueron acumulando poder en pocos años hasta llegar a imponer condiciones de precio y calidad de mercaderías a las licitaciones del penal, motivo por el cual ocurrieron episodios en los que el orden que Valdés había logrado mantener hasta ese entonces se deterioró. Por eso una vez vencido su mandato y antes de un nuevo nombramiento, presentó su renuncia.
En 1915, fue designado brevemente comisionado federal en el Territorio Nacional de Santa Cruz (reteniendo su cargo en Tierra del Fuego) para investigar las acusaciones contra el gobernador César Lobo por una represión a una huelga en Puerto San Julián en diciembre de 1914.